# Hypokopelates anetia
Hypokopelates anetia är en fjärilsart som beskrevs av Gustaaf Hulstaert 1924. Hypokopelates anetia ingår i släktet Hypokopelates och familjen juvelvingar. Inga underarter finns listade i Catalogue of Life.